# Анджей Філіпович
Анджей Філіпович (пол. Andrzej Filipowicz; 13 травня 1938, Варшава) — польський шахіст, суддя міжнародного класу, шаховий журналіст i діяч, міжнародний майстер від 1975 року.

## Життєпис
Від 1959 до 1980 року вісімнадцять разів взяв участь у фіналах чемпіонатів Польщі, найвищого успіху досягнув 1971 року в Познані, де завоював бронзову нагороду. Окрім того у 1960, 1966, 1967, 1970 і 1979 роках п'ять разів посідав 4-те місце. Чотири рази (у 1958—1963 роках) грав за збірну Польщі на командних чемпіонатах світу серед студентів, а також чотири рази — на шахових олімпіадах (у 1960—1972 роках). 1973 року в складі національної збірної виступив на командному чемпіонаті Європи, який відбувся в Баті, де посів 4-те місце в командному заліку.
1964 року переміг на меморіалі Акіби Рубінштейна, що відбувся в Поляниці-Здруй і залишався до 2007 року одним із чотирьох польських шахістів, які перемагали на тому турнірі. Неодноразово брав участь у міжнародних турнірах: 1973 року поділив 3-4-те місце в Поляниці-Здруї, у 1977 році посів 4-ті місця в Геусдалі та Есб'єргу, 1979 року переміг у Багно, крім того в 1981 році посів 2-ге місце в Римі.
Найвищий рейтинг Ело в кар'єрі мав станом на 1 травня 1974 року, досягнувши 2430 пунктів, посідав тоді 2-ге місце (позаду Влодзімєжа Шмідта) серед польських шахістів.
Від середини 1970-х років проявив себе як шаховий діяч. Тоді його вперше обрали до складу правління Шахової федерації Польщі. 1993 року здобув звання її почесного члена. Від 1978 року виконував також багато функцій у складі ФІДЕ, зокрема, був головою Класифікаційної комісії ФІДЕ, членом Центрального комітету ФІДЕ і Виконавчої ради ФІДЕ, а також президентом Східноєвропейської зони. Нині займає посаду голови Технічної комісії ФІДЕ. 2006 року став третім поляком в історії (після Давида Пшепюрки i Мечислава Найдорфа), який здобув звання почесного члена ФІДЕ. Багато разів брав участь у підготовці «Шахових кодексів», які виходили в Польщі.
1994 року завершив шахову кар'єру, цілковито присвятивши себе роботі на посаді шахового функціонера, журналістиці та суддівству (1984 року здобув звання Міжнародного судді). Судив, зокрема, матч за звання чемпіона світу 2000 між Гаррі Каспаровим та Володимиром Крамником, який проходив у Лондоні, турнір претендентів 2002 в Дортмунді, матчі претендентів 2007 в Елісті, чемпіонат світу серед юніорів до 20 років (Чотова 2010), чемпіонат світу зі швидких шахів i бліцу (Астана 2012, Ханти-Мансійськ 2013), Меморіал Таля (Москва 2012, 2013), чемпіонат світу зі швидких шахів в бліцу серед жінок (Ханти-Мансійськ 2014), матч за звання чемпіона світу з шахів 2014 між Магнусом Карлсеном і Вішванатаном Анандом (Сочі), а також багато разів елітний турнір Дортмунд.
1971 року здобув ступінь доктора технічних наук у Варшавській політехніці. У 1986—1990 роках працював головним редактором щомісячника Szachy, у 1991—2002 роках — щомісячника Szachista, a від 2003 року — журналу Magazyn Szachista.

## Вибрані публікації
- Dzieje Polskiego Związku Szachowego do 1956 roku, Wydawnictwo «O-K», Warszawa 2007, ISBN 83-903149-8-3